# Жераваць
Жераваць (босн. і хорв. Žeravac, серб. Жеравац) — село в  Боснії і Герцеговині, адміністративно належить до громади Дервента, що в Добойському регіоні Республіки Сербської. Станом на 1991 р., налічувало 802 жителі. За результатами перепису 2013, у селі проживає 197 осіб.

## Населення
| Жераваць     |      |      |      |      |
| Рік перепису | 1971 | 1981 | 1991 | 2013 |
| хорвати      | 785  | 747  | 634  | —    |
| серби        | 147  | 153  | 132  | —    |
| югослави     | 0    | 1    | 17   | —    |
| мусульмани   | 1    | 0    | 1    | —    |
| чорногорці   | 0    | 1    | 0    | —    |
| словенці     | 0    | 1    | 0    | —    |
| Всього       | 936  | 906  | 802  | 197  |